# 艾友街道
艾友街道，是中华人民共和国辽宁省阜新市清河门区下辖的一个乡镇级行政单位。

## 行政区划
艾友街道下辖以下地区：
吕家店社区和山景社区。